# Tilmann Moser
Tilmann Moser (* 29. Juli 1938 in Villingen; † 29. April 2024 in Freiburg im Breisgau) war ein deutscher Psychoanalytiker, Körperpsychotherapeut und Autor fach- und populärwissenschaftlicher sowie belletristischer Bücher.

## Werdegang
Nach dem Besuch eines Humanistischen Gymnasiums studierte Moser  Literaturwissenschaft, Politikwissenschaft und Soziologie an den Universitäten in Tübingen, in Berlin, in Paris, in Frankfurt am Main und in Gießen. Für die abschließende Promotion 1969 verfasste er in Gießen eine Dissertation zum Thema Jugendkriminalität und deren theoretischer Erklärung, die später auch in Buchform veröffentlicht wurde. Anschließend durchlief Moser eine journalistische Ausbildung in Stuttgart und wurde schließlich am Frankfurter Sigmund-Freud-Institut zum Psychoanalytiker ausgebildet. Im Rahmen einer Dozententätigkeit in den Jahren 1969 bis 1978 am Juristischen Fachbereich der Frankfurter Universität versuchte er, die Psychoanalyse in die Kriminologie und forensische Begutachtungspraxis einzuführen und kritisierte gleichermaßen die „repressive Kriminalpsychiatrie“ und die Kriminalsoziologie.
Moser praktizierte seit 1978 in Freiburg im Breisgau, wobei seelische Spätfolgen von Diktatur (vor allem der NS-Zeit, aber auch der DDR) und Krieg, sowie von repressiver Religion seine Arbeitsschwerpunkte darstellten. Durch Fortbildungen in anderen Psychotherapieverfahren erweiterte er im Laufe der Zeit seine zunächst klassisch-psychoanalytische Arbeitsweise um einen analytisch-körperpsychotherapeutischen Ansatz.
Neben Aufsätzen hat Tilmann Moser eine große Anzahl von Büchern vor allem zu tiefenpsychologischen Themen veröffentlicht, die sich teils an ein Fachpublikum, teils an eine weitere interessierte Leserschaft wenden. Erstere gingen aus seiner rechtspsychologischen Lehrtätigkeit hervor. Ein Großteil der späteren Titel hat methodische Aspekte und Erfahrungen aus seiner therapeutischen Tätigkeit zum Thema. Andere widmen sich der vor allem tiefenpsychologischen Betrachtung und Deutung von belletristischer Literatur und Bildender Kunst, von gesellschaftlichen Entwicklungen und von Religion. Dabei erregte vor allem sein autobiographisch geprägtes, religionskritisches Buch Gottesvergiftung (1976) Aufsehen. Zuletzt betätigte er sich auch als politischer und Romanautor.
In seinem im Jahr 2004 veröffentlichten Buch Bekenntnisse einer halb geheilten Seele schildert Moser, wie er wegen seiner eigenen Depressionen über viele Jahre verschiedene Therapien durchlief, bis hin zur Behandlung mit Psychopharmaka. Diese Erfahrungen waren auch der Auslöser dafür, als Therapeut neue Wege zu beschreiten.

## Innovative psychotherapeutische Methodik
Mosers analytische Therapie bezieht bei Bedarf den Körper in den psychoanalytischen Prozess mit ein. Die Vorgehensweise beruht auf der klassischen Freud’schen Psychoanalyse, also der rein verbalen Analyse und dem Durcharbeiten neurotischer Störungen. Bei Bedarf verfolgt er im therapeutischen Prozess die Wurzeln der Störung bis in frühe prä-verbale Lebensphasen (das erste und zweite Lebensjahr), die sprachlichem Ausdruck nicht direkt zugänglich sind, und bezieht für den Umgang mit diesen mittels einfühlsamen und behutsamen Berührens oder Haltens auch den Körper in die therapeutische Arbeit ein. Diese Methoden, die er zuerst am eigenen Leibe als hilfreich und heilsam erlebt hatte und für deren professionelle Handhabung „eine lange körpertherapeutische Selbsterfahrung“ sowie „Zusatzausbildungen in verschiedenen Formen der Körper[psycho]- und Gestalttherapie“ notwendig waren, „führten zu einer Vertiefung des therapeutischen Prozesses, da so auch die vorsprachlich organisierten Störungen in den unbewussten Körpererinnerungen zugänglich wurden“. Dabei wurde Moser unter anderem von dem US-amerikanischen Psychotherapeuten Albert Pesso beeinflusst, dessen Grundlagenwerk er ins Deutsche übersetzte und mit dem er auch zusammen publizierte. Bei seiner innovativen Arbeitsweise bezog sich Moser ausdrücklich nicht auf Wilhelm Reich, der oft als „Vater der Körperpsychotherapie“ bezeichnet wird.

## Rezeption
Mosers methodische Innovationen riefen Kontroversen hervor und seine „Erweiterung des analytischen Settings führte zu jahrzehntelangen Kämpfen mit der therapeutisch-institutionalisierten Gemeinschaft der Psychoanalyse und der orthodox orientiert bleibenden Kollegenschaft“. Mosers Kollegin Konstanze Zinnecker-Mallmann bezeichnet ihn als „Rebell der Psychoanalyse“ und urteilt: „Seine Rolle in der Psychoanalyse ist und bleibt umstritten, sein Reformprogramm wird ihm verübelt, er muss sich die Frage nach der Rolle des Unbewussten in der analytischen Körperpsychotherapie gefallen lassen.“ Er sympathisiere mit Sandor Ferenczi, „seinem auch kritisch gesehenen Vorbild“. Er zitiere gleichgesinnte Kollegen aus verschiedenen Ländern, nehme aber bewusst seine Rolle als Außenseiter ein. Er habe „die Psychoanalyse um die Auseinandersetzung mit dem Körper auf der Couch bereichert“.

## Schriften
- Jugendkriminalität und Gesellschaftsstruktur: Zum Verhältnis von soziologischen, psychologischen und psychoanalytischen Theorien des Verbrechens. Dissertation, Universität Gießen 1969, DNB 482486414.
  - Buchausgabe: Suhrkamp, Frankfurt am Main 1970. Neuausgabe: Fischer Taschenbuch-Verlag, Frankfurt am Main 1972, ISBN 3-436-01557-1 und öfter.
- Repressive Kriminalpsychiatrie. Vom Elend einer Wissenschaft. Suhrkamp, Frankfurt am Main 1971, ISBN 3-518-10419-5.
- Als Herausgeber: Psychoanalyse und Justiz. Suhrkamp, Frankfurt am Main 1971/1974, ISBN 3-518-06667-6.
- Lehrjahre auf der Couch. Bruchstücke meiner Psychoanalyse. Suhrkamp, Frankfurt am Main 1974. 9. Auflage 1993, ISBN 3-518-36852-4. (Auch übersetzt ins Italienische, amerikanische Englisch, Französische, Spanische und Kroatische)
- Gottesvergiftung. Suhrkamp, Frankfurt am Main 1976, ISBN 3-518-37033-2 und öfter. (Auch übersetzt ins Niederländische, Norwegische, Italienische und Französische.)
  - Als Hörbuch: Gelesen von Gert Heidenreich. Griot Hörbuch-Verlag, Stuttgart 2016, ISBN 978-3-95998-013-5.
- Verstehen, Urteilen, Verurteilen. Psychoanalytische Gruppendynamik mit Jurastudenten.  Suhrkamp, Frankfurt am Main 1977, ISBN 3-518-10880-8.
- Grammatik der Gefühle. Mutmaßungen über die ersten Lebensjahre. Suhrkamp, Frankfurt am Main 1979, ISBN 3-518-03655-6.
- Stufen der Nähe. Ein Lehrstück für Liebende. 1981, ISBN 3-518-03656-4.
- Familienkrieg. Wie Christof, Vroni und Annette die Trennung der Eltern erleben.  Suhrkamp, Frankfurt am Main 1982, ISBN 3-518-03657-2.
- Eine fast normale Familie. Über Theater und Gruppentherapie. 1984, ISBN 3-518-11223-6.
- Kompaß der Seele. Ein Leitfaden für Psychotherapie-Patienten. 1984, ISBN 3-518-04701-9.
- Romane als Krankengeschichten. Über Handke, Meckel und Martin Walser. 1985, ISBN 3-518-11304-6.
- Das erste Jahr. Eine psychoanalytische Behandlung. Mit einem Nachwort von Niklaus Roth. 1986, ISBN 3-518-03072-8.
- Der Psychoanalytiker als sprechende Attrappe. Eine Streitschrift. 1987, ISBN 3-518-11404-2.
- Körpertherapeutische Phantasien: Psychoanalytische Fallgeschichten neu betrachtet. 1989, ISBN 3-518-40197-1.
- Das zerstrittene Selbst. Berichte, Aufsätze, Rezensionen. 1990, ISBN 3-518-38233-0.
- Mit Albert Pesso: Strukturen des Unbewußten. Protokolle und Kommentare. Klett-Cotta, Stuttgart 1991. Neuausgabe: Suhrkamp, Frankfurt am Main 1998, ISBN 3-518-39336-7.
- Vorsicht Berührung: über Sexualisierung, Spaltung, NS-Erbe und Stasi-Angst. (Aufsatzsammlung) 1992.
- Stundenbuch. Protokolle aus der Körperpsychotherapie. 1992, ISBN 3-518-40491-1.
- Besuche bei Brüdern und Schwestern. Frankfurt am Main 1992, ISBN 3-518-11686-X.
- Der Erlöser der Mutter auf dem Weg zu sich selbst. Eine Körperpsychotherapie. 1993, ISBN 3-518-40557-8.
- Politik und seelischer Untergrund. Aufsätze und Vorträge. 1993, ISBN 3-518-38758-8.
- Literaturkritik als Hexenjagd. Ulla Berkéwicz und ihr Roman «Engel sind schwarz und weiß». Eine Streitschrift. Piper, 1994, ISBN 3-492-11918-2.
- Ödipus in Panik und Triumph. Eine Körperpsychotherapie. 1994, ISBN 3-518-40647-7.
- Dämonische Figuren. Die Wiederkehr des Dritten Reiches in der Psychotherapie. 1996, ISBN 3-518-40763-5.
- Dabei war ich doch sein liebstes Kind: eine Psychotherapie mit der Tochter eines SS-Mannes. 1997.
- Mutterkreuz und Hexenkind. Eine Gewissensbildung im Dritten Reich. Frankfurt am Main 1999, ISBN 3-518-41042-3.
- Berührung auf der Couch. Formen der analytischen Körperpsychotherapie. Frankfurt am Main 2001, ISBN 3-518-39765-6.
- Von der Gottesvergiftung zu einem erträglichen Gott – Psychoanalytische Überlegungen zur Religion. Kreuz Verlag, Stuttgart 2003, ISBN 3-7831-2318-6.
- Bekenntnisse einer halb geheilten Seele: Psychotherapeutische Erinnerungen. Frankfurt am Main 2004, ISBN 3-518-41645-6.
- Psychotherapie auf Krankenschein. Berichte und Diagnosen. Stuttgart 2005, ISBN 3-608-89003-3. (Neuauflage Gießen 2015, ISBN 978-3-8379-2462-6)
- Supervision als Rollenspiel. Kommentierte Beispiele aus der psychotherapeutischen Praxis. Stuttgart 2007, ISBN 978-3-608-89043-3.
- Der grausame Gott und seine Dienerin. Eine psychoanalytische Körperpsychotherapie. Gießen 2010, ISBN 978-3-8379-2087-1.
- Kunst und Psyche. Bilder als Spiegel der Seele. Stuttgart 2010, ISBN 978-3-7630-2572-5. (Neuauflage 2014, ISBN 978-3-7630-2671-5.)
- Gott auf der Couch. Neues zum Verhältnis von Psychoanalyse und Religion. Gütersloher Verlags-Haus, Gütersloh 2011, ISBN 978-3-579-06572-4.
- Kunst und Psyche. Familienbeziehungen. Belser Verlag, Stuttgart 2012, ISBN 978-3-7630-2617-3.
- Geld, Gier & Betrug. Wie unser Vertrauen missbraucht wird – Betrachtungen eines Psychoanalytikers. Brandes & Apsel, Frankfurt am Main 2012, ISBN 978-3-86099-888-5.
- Mit Hartmut P.: Vater, Mutter, Gott und Krieg. Hass, Verachtung und Verrat in einer psychoanalytischen Behandlung. Gießen 2012, ISBN 978-3-8379-2166-3.
- Lektüren eines Psychoanalytikers. Romane als Krankengeschichten. Psychosozial-Verlag, Gießen 2013, ISBN 978-3-8379-2286-8. (In diesem Band „untersucht [Moser] Romane von Wilhelm Genazino, Elfriede Jelinek, Philip Roth, Fred Uhlman, Charlotte Roche und das Stück Warten auf Godot von Samuel Beckett auf ihren tiefenpsychologischen Gehalt“.)[8]
- Antje Stocker: Verlorene Nähe, tragische Fremdheit. Das Spätwerk in psychoanalytischer Deutung. Modo Verlag, Freiburg im Breisgau 2013, ISBN 978-3-86833-127-1. (In diesem Buch „deutet [Moser] mit tiefenpsychologischen Mitteln ausgewählte Werke des malerischen Schaffens“ der im Jahr 1933 geborenen Staufener Zeitzeugin, Lehrerin, Kinderanalytikerin und Künstlerin Antje Stocker.)[8]
- Großmütter, Mütter und Töchter. Psychoanalytisch-körpertherapeutische Fallgeschichten. Brandes & Apsel, Frankfurt am Main 2015, ISBN 978-3-95558-114-5.
- Klinisches Notizbuch. Psychotherapeutische Fallgeschichten. Gießen 2015, ISBN 978-3-8379-2486-2.
- Kleine politische Texte. Gießen 2016, ISBN 978-3-8379-2565-4.
- Ein Liebesversuch. Gedichte in Prosa. Geistkirch Verlag, Saarbrücken 2017, ISBN 978-3-946036-63-0.
- Das Messias-Komplott. Ein satirischer Roman. Books on Demand, Norderstedt 2017, ISBN 978-3-7431-1457-9.
- Verbal – Präverbal – Averbal: Psychotherapie an der Sprachgrenze. Brandes & Apsel Verlag, Frankfurt am Main 2018, ISBN 978-3-95558-235-7 (Fallstudiensammlung).[7]